# Cronenberg
Cronenberg è un comune di 153 abitanti della Renania-Palatinato, in Germania.

Appartiene al circondario (Landkreis) di Kusel (targa KUS) ed è parte della comunità amministrativa (Verbandsgemeinde) di Lauterecken-Wolfstein.